# Isola del Garda
Isola del Garda (ook wel Isola di Garda of Isola Borghese genoemd) is het grootste eiland in het Gardameer. Het maakt deel uit van de gemeente San Felice del Benaco, gelegen in de provincie Brescia in de Italiaans regio Lombardije.
Het eiland heeft een lange en gevarieerde geschiedenis. Zo het werd gebruikt als Romeinse begraafplaats, fungeerde het als piratenhol, was het de plaats voor een Franciscaans klooster, fungeerde het als grensversterking en als woonvilla. Het eiland is door de eeuwen heen door talloze beroemde mensen bezocht, waaronder naar verluidt Franciscus van Assisi, Antonius van Padua en Dante Alighieri. Tegenwoordig wordt het omgeven door een park en is de neogotische Villa Borghese Cavazza het belangrijkste bouwwerk.
Hoewel het privébezit is van de familie Cavazza, is Isola del Garda sinds 2001 open voor bezoekers.

## Geografie
Isola del Garda ligt in het zuidwesten van het Gardameer, net ten zuiden van de Golf van Salò, vlak bij de stad San Felice del Benaco. Het wordt gescheiden van Capo San Fermo door slechts ongeveer 220 meter open water. Het is verreweg het grootste eiland in het meer. Het eiland (of eigenlijk eilanden, aangezien Isola del Garda enkele kleine uitstulpingen van rotsen heeft en het grootste deel van het park van het huis wordt gescheiden door een smal kanaal) was aanvankelijk niets meer dan wat rotsen die uit het meer staken. Alle grond voor de tuinen werd in de loop van de tijd door de bewoners aangevoerd. Het eiland is ongeveer 1,1 km lang, maar slechts ongeveer 70 meter breed op het breedste punt. Het bestaat nu voornamelijk uit een park en formele tuinen met een grote verscheidenheid aan planten.

## Historie

### Vroege geschiedenis
Het eiland is op zijn beurt bekend als Insula Cranie (Schedeleiland), Isola dei Frati (Monnikeneiland), Isola Scotti, Isola Lechi, Isola de Ferrari en Isola Borghese. Het is waarschijnlijk bewoond sinds de Romeinse tijd. 130 Gallo-Romeinse grafstenen die op het eiland zijn gevonden, geven aan dat het destijds in ieder geval als begraafplaats werd gebruikt. Overblijfselen van votieftempels zijn ook ontdekt. Naar verluidt heeft het eiland, nadat het tijdens de periode van verval van het Romeinse rijk was verlaten, lange tijd gediend als schuilplaats voor piraten die op de scheepvaart op het Gardameer aasden.
Het eiland wordt voor het eerst genoemd in schriftelijke documenten in een decreet van hertog Karloman van Beieren, gedateerd 879, waarbij het eiland werd toegekend aan de monniken van Zeno van Verona. Blijkbaar hebben ze het eigendom niet vastgehouden, want in 1180 werd het opnieuw genoemd toen Keizer Frederik I Barbarossa het als een leengoed schonk aan ene Biemino van Manerba. Rond 1220 reisde Franciscus van Assisi door Noord-Italië. Hoewel het niet zeker is of hij het eiland daadwerkelijk heeft bezocht, hebben de Franciscanen destijds een eenvoudige hermitage gesticht tussen de grotten en rotsen van het eiland, nadat het hun door Biemino was geschonken. In 1224 bezocht de bisschop van Trente de hermitage en drie jaar later deed dat naar verluidt ook Antonius van Padua.

### Franciscaans klooster
In 1422 was Bernardinus van Siena voor het eerst op het eiland en in die periode werd er een Franciscaans klooster gebouwd. Het werd herbouwd en uitgebreid in 1438, de toegevoegde kerk kreeg de naam Santa Maria dello Scoglio. In 1470 stichtte pater Francesco Licheto (1450-1520), een lid van de adellijke familie Lechi uit Brescia, een school voor theologie en filosofie op het eiland. In 1517 werd een religieus commentaar dat hij schreef voor hem gedrukt door Paganino Paganini op het eiland, en werd het eerste gedrukte boek dat in de hele regio rond het Gardameer werd gepubliceerd. Giano Fregoso, Doge van Genua, en zijn zoon Alessandro gebruikten het eiland als toevluchtsoord. Na Licheto's dood raakte de religieuze gemeenschap daar echter in verval. Van 1685 tot 1697 was het een novicenklooster.
In 1795 besloot de regering van de Republiek Venetië het klooster op te heffen. Het laatste hoofd, Bonaventura di Casalloro, werd gedwongen het klooster te sluiten en het eiland te verlaten met de overgebleven monniken. Het pand werd vervolgens gevorderd door een decreet van Napoleon Bonaparte in 1798, na de oprichting van de Cisalpijnse Republiek.

### Privaat eigendom

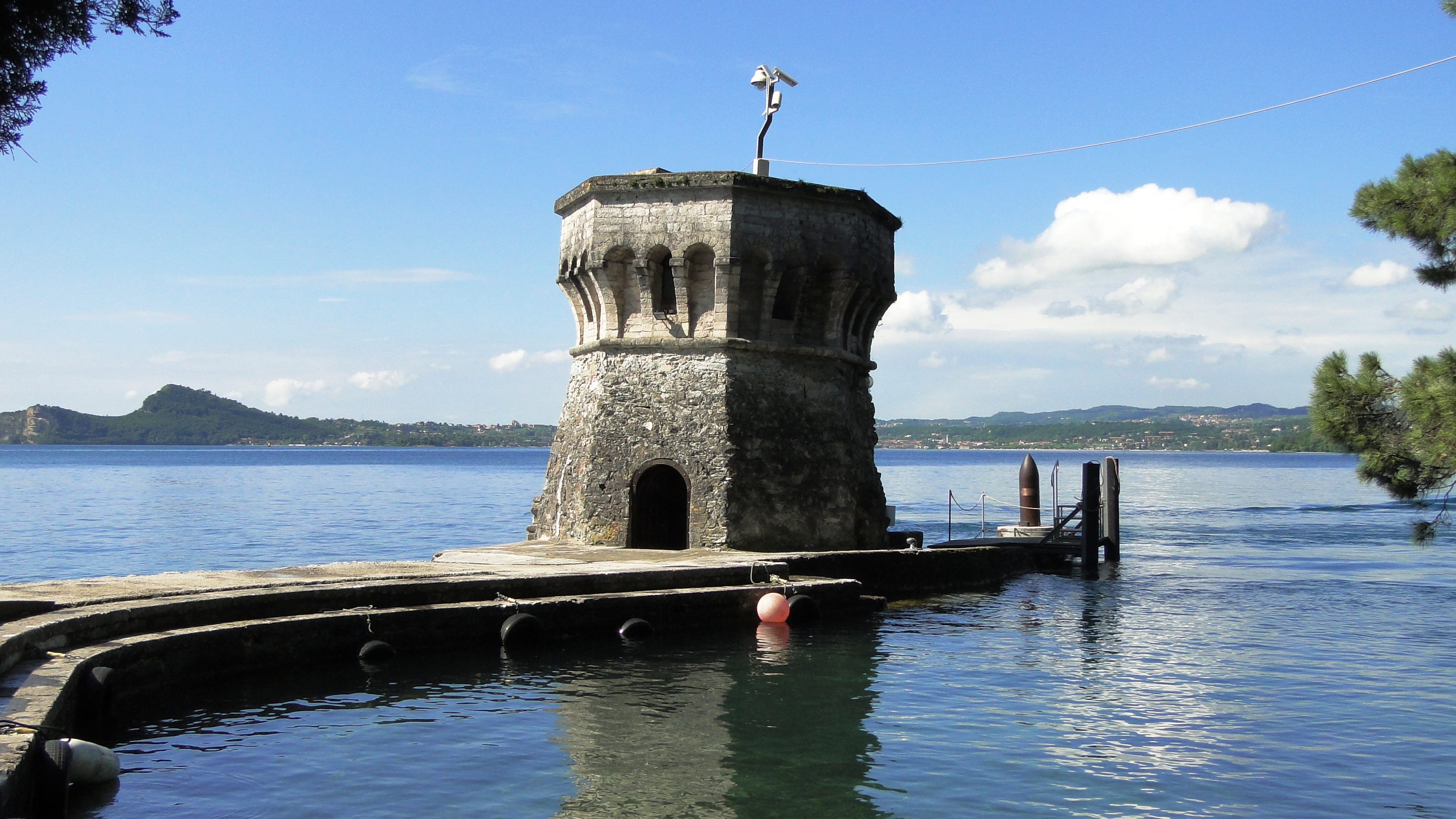
De kade en scheve torenstomp, gebouwd in het begin van de 19e eeuw

De regering verkocht het eiland in 1800 aan particuliere eigenaren. Na door verschillende handen te zijn gegaan, werd het in 1817 gekocht door graaf Luigi Lechi uit Brescia. Hij gaf opdracht tot grote bouw- en renovatiewerken en het klooster werd omgevormd tot een villa. Lechi was ook een dichter en onder zijn gasten waren componisten Gioachino Rossini en Gaetano Donizetti, de schrijvers Ippolito Pindemonte en Cesare Arici evenals schilder Luigi Basiletti en architect Rodolfo Vantini. Deze laatste ontwierp de kleine haven van het eiland met zijn toren. Ook de geliefde van Lechi, de zangeres Adelaide Malanotte, was een vaste gast. In 1837 gaf Luigi Lechi het pand door aan zijn broer Teodoro (1778-1866), een voormalig generaal in het Napoleontische leger, die – onder andere – de terrassen aan de voorkant van de villa aanbracht.
In 1860 werd het eiland onteigend door de nieuw verenigde Italiaanse staat en veranderd in een grensversterking tegen de Oostenrijkers, die op dat moment nog de regio Veneto in handen hadden, inclusief de oostelijke oever van het Gardameer. Hoewel er wat bouwwerkzaamheden werden uitgevoerd, werd het idee om het eiland in een fort te veranderen opgegeven nadat de Oostenrijkers het grootste deel van hun bezit in Noord-Italië afstonden aan het Koninkrijk Italië na de Derde Italiaanse Onafhankelijkheidsoorlog in 1866. Daarna bleef alleen het noordelijke uiteinde van het Gardameer rond Riva del Garda Oostenrijks. In 1870 werd het eiland op een veiling verkocht en gekocht door Baron Scotti. Hij verkocht het op zijn beurt aan hertog Gaetano de Ferrari (1818-1893) uit Genua. De Ferrari en zijn vrouw, de Russische aristocraat Maria Sergeyevna Annenkova (1837-1924), verhuisden naar het eiland.

### Villa Borghese Cavazza

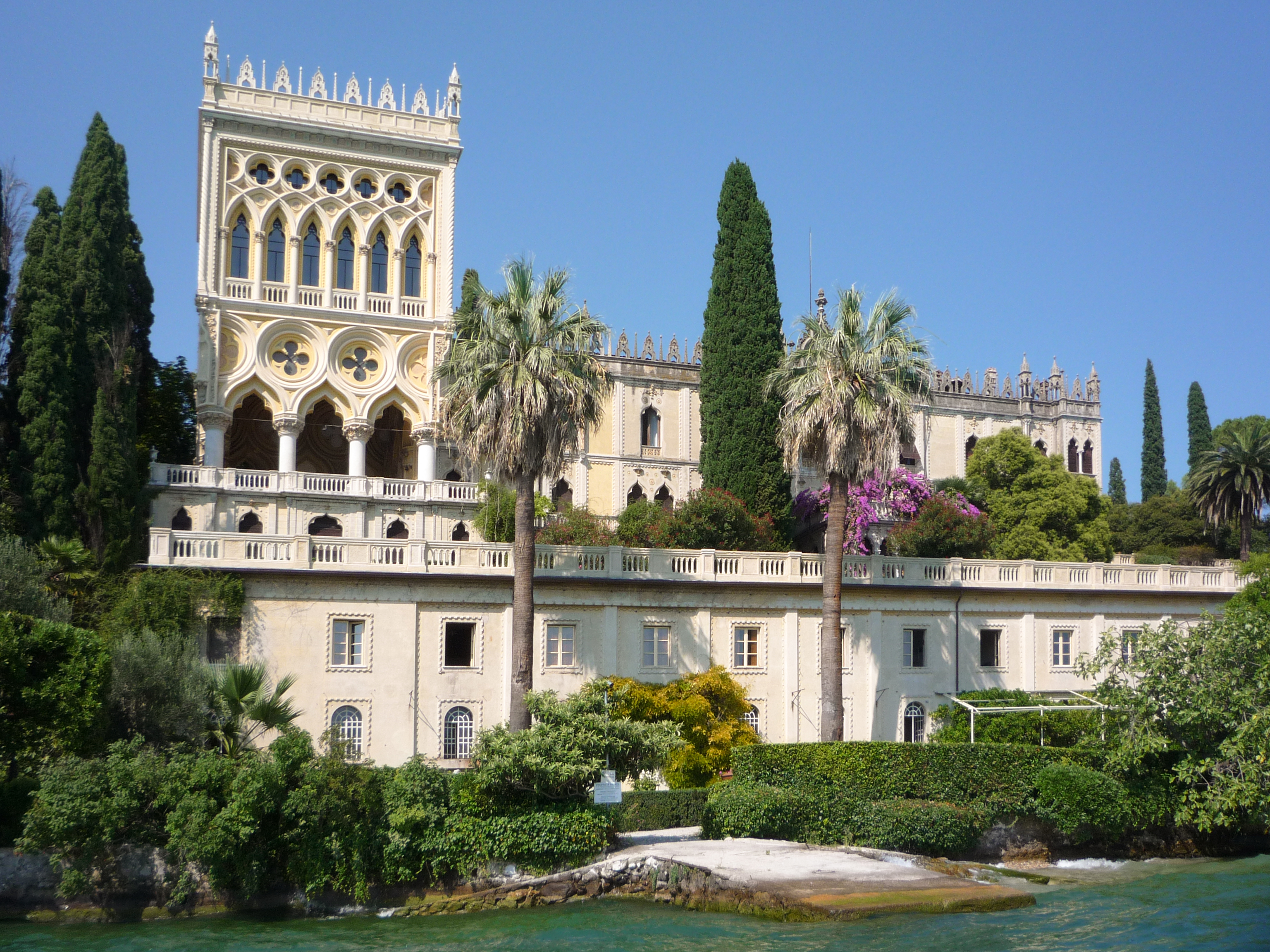
Villa Borghese Cavazza

Tussen 1880 en 1900 lieten ze het park aanleggen, bouwden ze muren om het water buiten te houden en importeerden ze vruchtbare aarde en exotische planten. Terwijl het park vanaf het begin was ontworpen als een Engelse landschapstuin, werd het gebied voor het huis aangelegd als een meer formele Italiaanse tuin. In 1893 stierf de hertog, maar het paar had eerder besloten om een nieuwe villa te bouwen op de plaats van de oude Lechi-villa. Dit Venetiaanse neogotische paleis werd tussen 1890 en 1903 gebouwd naar een ontwerp van architect Luigi Rovelli.
Nadat de aartshertogin stierf, erfde haar dochter Anna Maria (1874-1924), de vrouw van prins Scipione Borghese uit Rome, het eiland, maar ze overleefde haar moeder slechts een paar maanden. In 1927 stierf de prins en liet het eiland na aan zijn dochter, prinses Livia Borghese (1901-1969), die getrouwd was met graaf Alessandro Cavazza uit Bologna (1895-1969). Hun jongste zoon, graaf Camillo Cavazza dei Conti Cavazza trouwde in 1965 met Lady Charlotte Sarah Alexandra Chetwynd-Talbot (geboren in 1938), de oudste dochter van de graaf van Shrewsbury Ze kregen zeven kinderen voordat Camillo Cavazza in 1981 stierf.
Tegenwoordig is het eiland nog steeds eigendom van Lady Charlotte Cavazza. Ze woont op het eiland met haar gezin (haar zeven kinderen – vier broers en drie zussen – en hun gezinnen). De familie bezit ook eigendommen op het nabijgelegen schiereiland waar ze bedrijven runnen zoals bootverhuur, olijventeelt, een camping, een agriturismo en een manege. Sinds 2002 is het eiland open voor bezoekers met rondleidingen. Het kan ook worden gehuurd voor speciale evenementen.
- Gemeinsame Normdatei: 4249032-7
- Virtual International Authority File: 241539554